# 王德榜

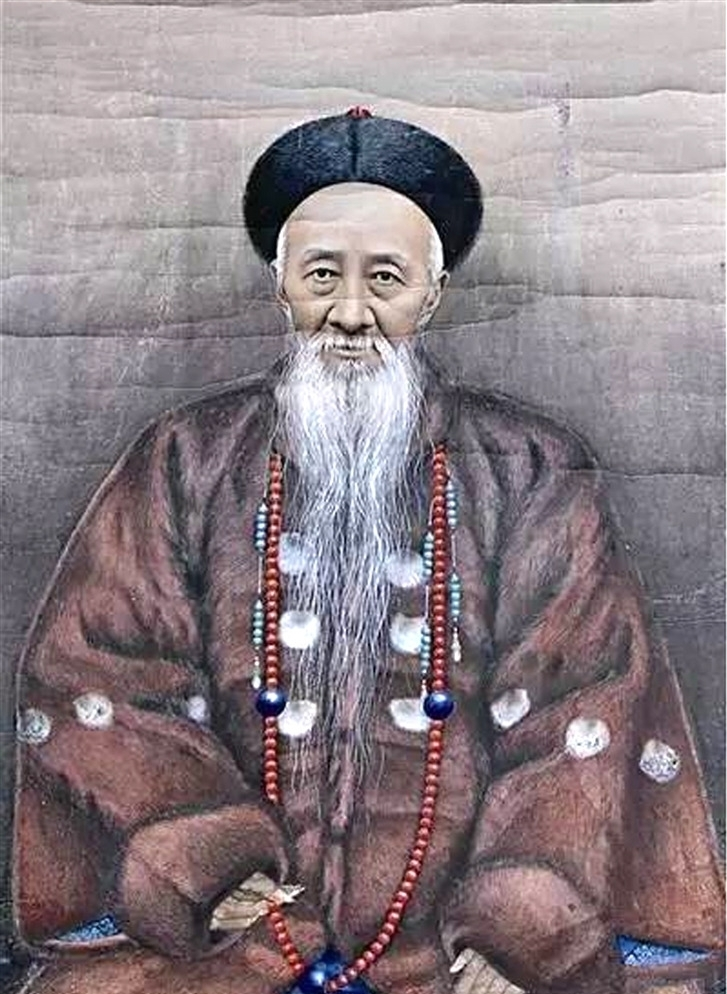
王德榜肖像

王德榜（1837年—1893年），字朗青，祖籍廣東東莞石排鎮埔心村，生於湖南江華縣，清朝湘軍將領。
父經商湖南，生於湖南江華縣，早年參加湘軍，追隨左宗棠開墾新疆。 1884年中法戰爭時調往廣西，募新兵八營，號稱定邊軍。與馮子材同造1885年二月鎮南關大戰勝利，成為民族英雄；卻因李鴻章與左政爭被牽連，官途遭到李鴻章壓抑近二年，直到1887年底累官補貴州布政使，建功未升職任京高官，逝於任內。

## 延伸阅读
[在维基数据编辑]
 《清史稿·卷495》
 《清史稿·卷459》，出自趙爾巽《清史稿》